# Acydotrofizm
Acydotrofizm – naturalne zakwaszanie wód. Występuje najczęściej w rejonach wulkanicznych i o dużej aktywności sejsmicznej. Spowodowany jest przedostawaniem się do wody kwasów mineralnych z podłoża i przyległych skał.